# 윌리엄 왓슨

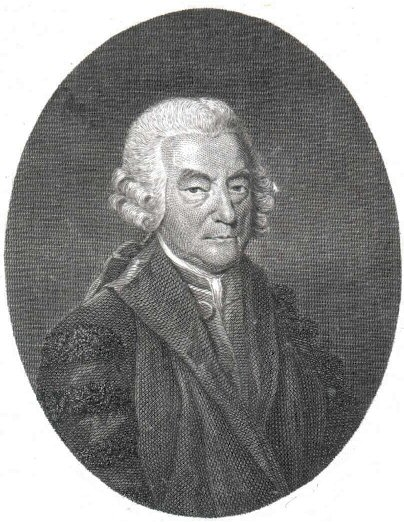

윌리엄 왓슨(William Watson, FRS, 1715년 4월 3일~1787년 5월 10일)은 영국의 의사이자 과학자이다. 런던에서 태어나고 그곳에서 사망하였다. 그는 식물학을 연구하였고, 칼 폰 린네의 분류 체계를 영국에 도입하는 데 도움을 주었다.
1741년 왕립 학회의 회원이 되었고, 1772년에는 부회장을 역임했다.